# Universiteit van Vlaanderen

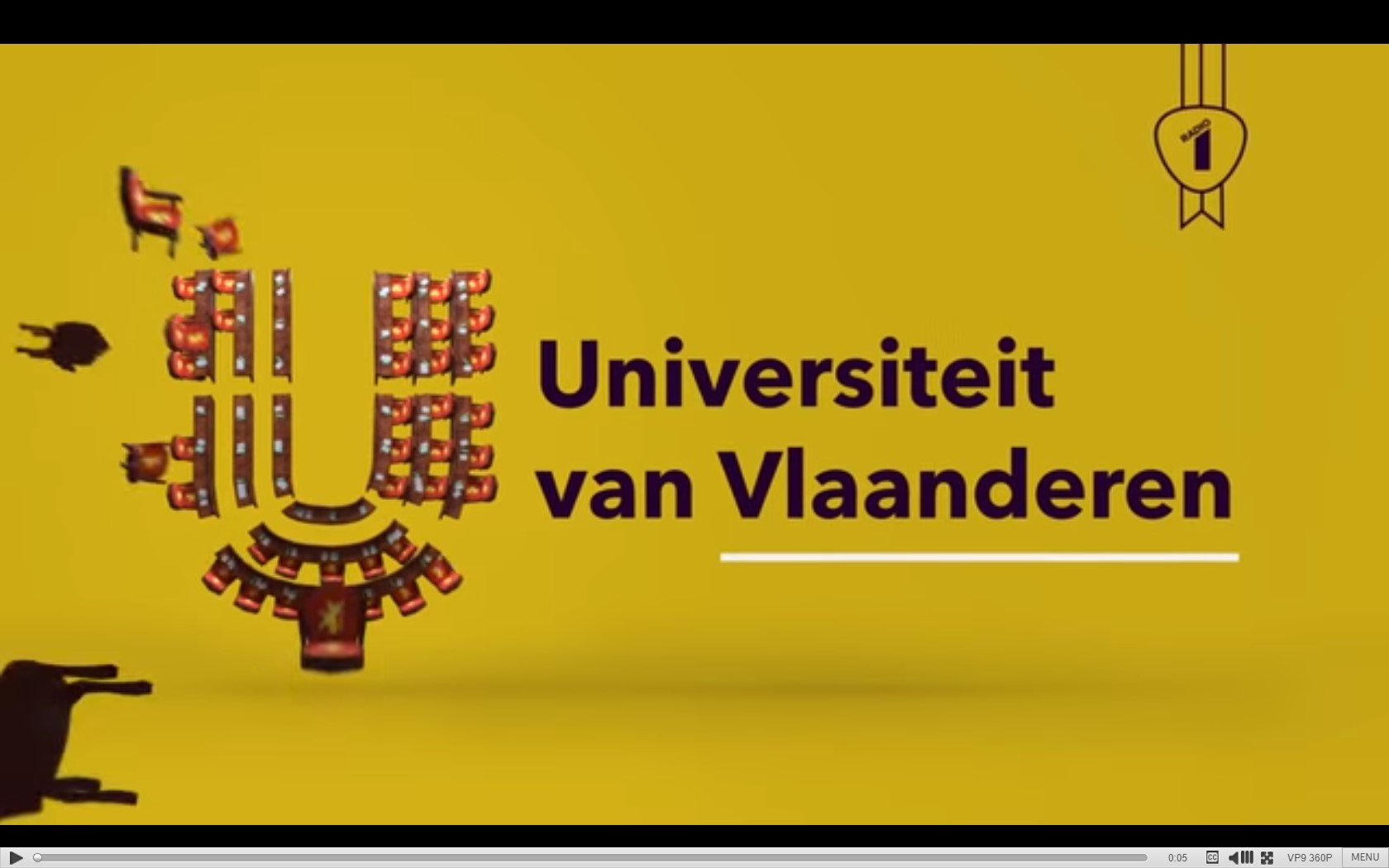
Still van logo in beweging

De Universiteit van Vlaanderen is een Belgische vereniging zonder winstoogmerk (vzw) die via diverse mediakanalen gratis colleges van prominente wetenschappers aanbiedt aan een Nederlandstalig doelpubliek.

## Geschiedenis
In 2013 zochten de Nederlanders Marten Blankesteijn en Alexander Klöpping naar middelen om wetenschappelijke kennis toegankelijker te maken voor het grote publiek. Het resultaat was de oprichting van de Universiteit van Nederland. Die stichting maakt via uiteenlopende communicatiewegen, zoals de website YouTube, universitaire lezingen beschikbaar voor algemeen publiek.
Vier jaar later, op 29 augustus 2017, namen Johnny Quidé en Roel Bellinga het initiatief om de Universiteit van Vlaanderen op te richten, in samenwerking met de Jonge Academie en de mediapartners VRT en Roularta Media Group. Essentieel is de samenwerking met de universiteiten van Gent, Hasselt, Antwerpen, Leuven en Brussel. Het doel van het initiatief is gelijk aan de missie van de Nederlandse tegenhanger. Het verschil is dat er per het ontstaan in Vlaanderen een nauwe samenwerking is met zowel de publieke mediapartners als een private mediapartner om de verspreiding en integratie van de creaties te realiseren. Zo worden de colleges in verschillende radio- en televisieprogramma's uit het aanbod van VRT gebruikt. Ook verschijnen er in Knack (een uitgave van Roularta) verdiepende artikelen die gebaseerd zijn op de colleges van de Universiteit van Vlaanderen.
Ondertussen realiseert de Universiteit van Vlaanderen ook andere concepten, zoals video-explainers onder de titel "Wat zegt de Wetenschap" (samen met VRT NWS) en podcasts zoals "Lableven". 
In 2019 kreeg het initiatief de Prijs van de Vlaamse Minister voor Wetenschapsbeleid. Deze prijs wordt door de KVAB om de drie jaar uitgereikt aan "personen of instellingen die erin geslaagd zijn om op voortreffelijke wijze wetenschap binnen het bereik te brengen van het algemeen publiek." Oprichter Johnny Quidé ontving op 14 december 2019 deze prijs uit handen van bevoegd Vlaams minister voor wetenschapsbeleid Hilde Crevits in een academische zitting georganiseerd door de Koninklijke Vlaamse Academie van België voor Wetenschappen en Kunsten.
In 2020 nam de vereniging het initiatief om naar aanleiding van de coronacrisis een digitale zomerschool aan te bieden voor kinderen in de leeftijdscategorie 6 tot 12 jaar. Deze zomerschool was op YouTube te volgen, alsook aangeboden middels mediapartner VRT, via televisiezender Eén en in de Ketnet-app. Er werd samengewerkt met influencers en jeugdidolen om ook via socialemediakanalen als TikTok en Instagram het initiatief te verspreiden. De digitale zomerschool werd volledig gefinancierd door het Vlaams ministerie van onderwijs onder bevoegdheid van de Vlaamse viceminister-president per juli 2019, Ben Weyts, die tevens minister van Onderwijs, Dierenwelzijn en Sport is.
Van september 2022 tot september 2023 was voormalig radio- en televisiepresentator Sven Speybrouck directeur van de Universiteit van Vlaanderen.

## Enkele colleges 2018-2019
- Cathy Macharis over online winkelen en het milieu (2019)
- Hans Geybels over Jezus (2018)
- Jan Tytgat over alcohol en xtc (2018)